# دست نگهدار (ترانه گود شارلوت)
«دست نگهدار» پنجمین و آخرین تک‌آهنگ از دومین آلبوم استودیویی گروه موسیقی آمریکایی گود شارلوت، جوان و ناامید است که در سال ۲۰۰۳ میلادی منتشر شد.
«دست نگهدار» ترانه‌ای ضد خودکشی است و اعضای گروه گود شارلوت آن را در پاسخ به نامه‌های طرفدارانشان ساخته‌اند که در آن‌ها از فکر کردن به خودکشی و برنامه‌ریزی برای آن نوشته بوده‌اند.

## وضعیت فروش
| جدول                    | جایگاه |
| ----------------------- | ------ |
| جدول تک‌آهنگ‌های آلمان    | ۶۷     |
| جدول تک‌آهنگ‌های بریتانیا | ۳۴     |
| ۱۰۰ آهنگ داغ بیلبورد    | ۶۳     |